# Dimitrie Tușinschi
Dimitrie C. Tușinschi (în germană Demeter Ritter von Tuschinski, născut Demeter Tuschinski; 10 mai 1870 – după 1950) a fost prim-procuror, procuror general și, în cele din urmă, președinte al Curtea de Apel Cernăuți. Cariera sa a început în epoca Austro-Ungaria și a continuat după 1918 până la pensionarea sa în 1938, sub conducerea Românian. I se atribuie un rol important în construirea sistemului juridic după 1918 în Bucovina românească de atunci și a primit mai multe premii importante. Din 1926 până în 1938, Dimitrie Tușinschi a fost prim președinte (Prim Președinte) al Curțea de Apel Cernăuți, a fost „în fruntea sistemului judiciar din Bucovina” și era cel mai înalt funcționar de stat din oraș. A fost considerat „una dintre cele mai cunoscute personalități ale vieții publice din Bucovina”.

## Biografie

### Înainte de 1918: Austria-Ungaria

#### Începutul vieții și cariera

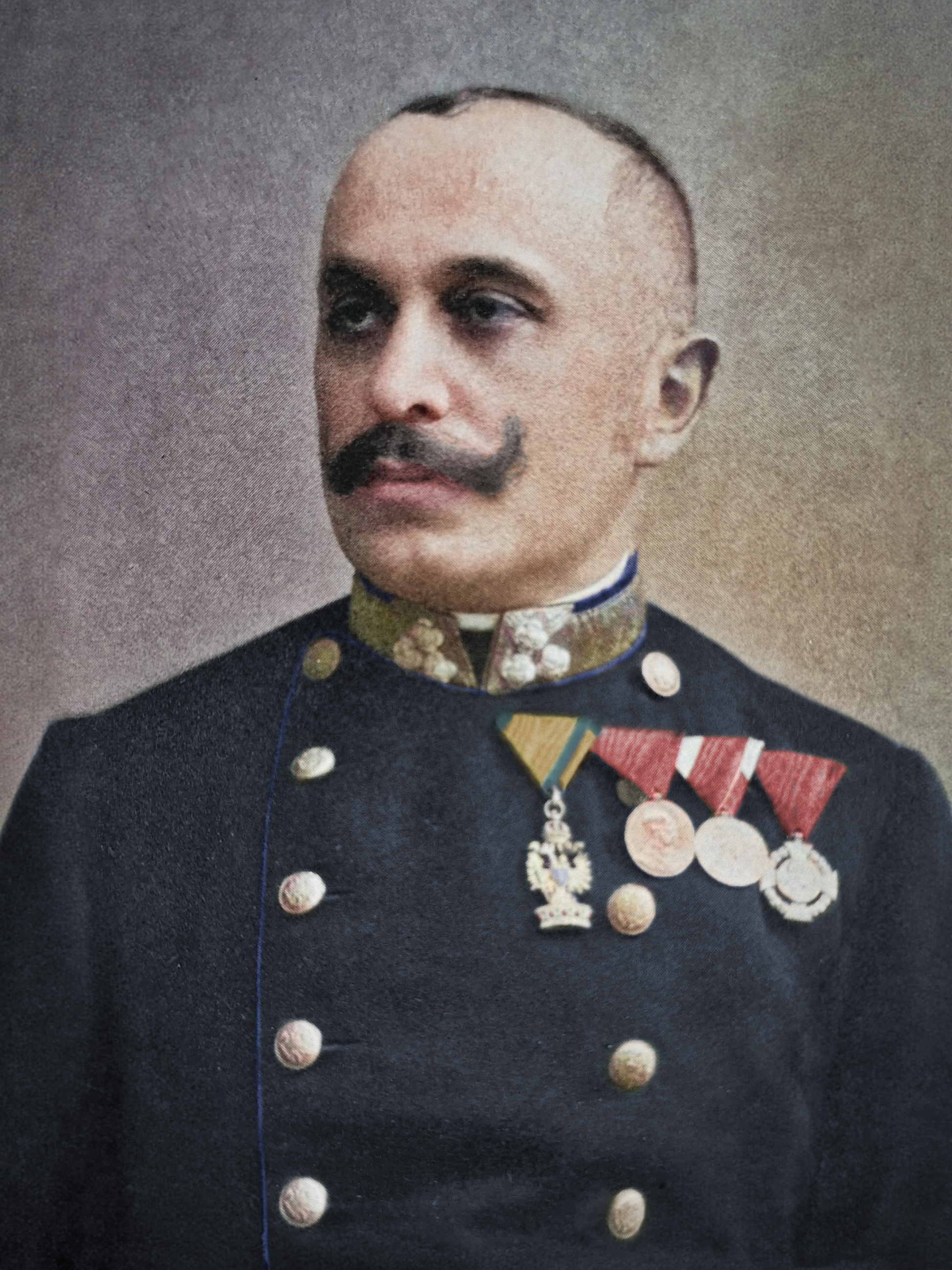
Dr. Dimitrie Tușinschi, 1912 în calitate de prim-procuror Cernăuți.

Dimitrie Tușinschi s-a născut la 10 mai 1870 în Suceava austro-ungară, fiind singurul copil a arhipăstor ortodox Casian Tușinschi și soția sa, Iulia. Familia era o „veche și respectată familie de revizori din Mihalcea”. Tatăl său Casian era preot la biserica Sfântul Nicolai din Suceava. În 1887, Clubul Român din Suceava a fost înființat de Cassian, Teodor V. Ștefanelli și alții. A fost frecventat de mulți intelectuali și artiști români. Dimitrie Tușinschi mai târziu în viață și-a amintit de amintirile lui Mihai Eminescu vizitându-i în mod repetat casa copilăriei.
Dimitrie Tușinschi a urmat liceul în Suceava și l-a absolvit în 1887. Ulterior, a studiat dreptul la Franz-Josephs-Universität Czernowitz și a absolvit ca Doctor în drept. Ca student, a devenit membru al Societatea Academică Junimea din România și a activat acolo alături de colegi precum Constantin Isopescu-Grecul. La 1 august 1892, Tușinschi a intrat ca judecător stagiar la Judecătoria Suceava. Încă din timpul școlii, a fost, de exemplu, prieten cu profesorul universitar și medicul vienez Stefan Weidenfeld (1870-1917), care se născuse tot la Suceava.
La 17 mai 1894, Dimitrie Tușinschi a fost numit grefier la Judecătoria Suceava, iar la 29 septembrie 1897 judecător la Câmpulung Moldovenesc Tribunalul districtual. Colaborarea sa la redactarea Codul de procedură civilă austro-ungar sub conducerea lui Franz Klein i-a adus renumele în cercurile profesionale în 1898. De la 21 octombrie 1899, Dimitrie Tușinschi a fost procuror la Cernăuți, iar de la 3 decembrie 1904, judecător la tribunalul regional din Cernăuți. În 1902, a asistat ca spectator la ultima execuție din Cernăuți sub stăpânirea austro-ungară. În retrospectivă, el a atestat că execuția a avut un efect descurajator, dar s-a declarat un adversar al pedepsei cu moartea. Din 10 decembrie 1908, Tușinschi a fost prim-procuror la Suceava, iar din 10 mai 1910 a fost numit în aceeași funcție la Cernăuți. În iunie 1910, a devenit membru al nou-înființatei filiale Cernăuți a Societății austriece a Crucii de Argint (Gesellschaft vom Österreichischen Silbernen Kreuze), și în mai 1912, a nou înființatei filiale Cernăuți a Asociației Navale Austriece (Österreichischer Flottenverein).
În iulie 1912, Dimitrie Tușinschi a fost decorat cu Ordinul Coroana de Fier clasa a III-a. Presa a subliniat faptul că Tușinschi era neobișnuit de tânăr când a primit Ordinul. În 1915 a fost numit membru al comisiei de examinare judiciară de stat la Universitatea din Cernăuți.

#### Titlu
Familia lui Dimitrie Tușinschi face parte din comunitatea heraldică poloneză Nałęcz, a cărei stemă a purtat-o, iar numele familiei a fost inițial scris Tuszynski. Strămoșul său Johann Tuszynski a făcut parte din curtea regelui Stanisław II August din Varșovia și a primit de la acesta Servitoratus Regius în 1774. La sfârșitul secolului al XVIII-lea, unul dintre descendenții lui Johann s-a mutat în Bucovina și s-a stabilit ca mare proprietar de pământ în Mykhalcha, unde era numit boier. În 1914, lui Dimitrie Tușinschi i s-a acordat dreptul de a folosi titlul de „von” („de”) pentru el și pentru descendenții săi ca vechi nobili polonezi. Cu puțin timp înainte de sfârșitul Primul Război Mondial, i s-a acordat și titlul de „Ritter von” („cavaler de”). După 1918, el a continuat să folosească titlul public și a fost adesea menționat cu titlul său complet în presa bucovineană din anii 1920 și 1930, deși numele și prenumele său erau adesea ortografiate în mod românesc Ritter von Tușinschi sau Ritter von Tuschinschi. Ocazional, titlul era tradus în limba română: Cavaler de Tușinschi. La 12 iunie 1917, Dimitrie Tușinschi a primit titlul de Hofrat.

#### Serviciul militar și Primul Război Mondial
La 1 ianuarie 1894 Dimitrie Tușinschi a primit gradul de locotenent în rezervă în armata austro-ungară. A servit în unitatea medicală (Sanitätsabteilung) nr. 3. La 1 noiembrie 1908, Dimitrie Tușinschi a fost avansat la gradul de prim locotenent (Oberleutnant) în rezervă. A servit în total trei ani în timpul Primului Război Mondial în diferite funcții în trupele necombatante, între timp a fost avansat la căpitan la 1 martie 1915 și a primit multiple distincții.

### Din 1918: România

#### Perioada de transformare 1918/1919

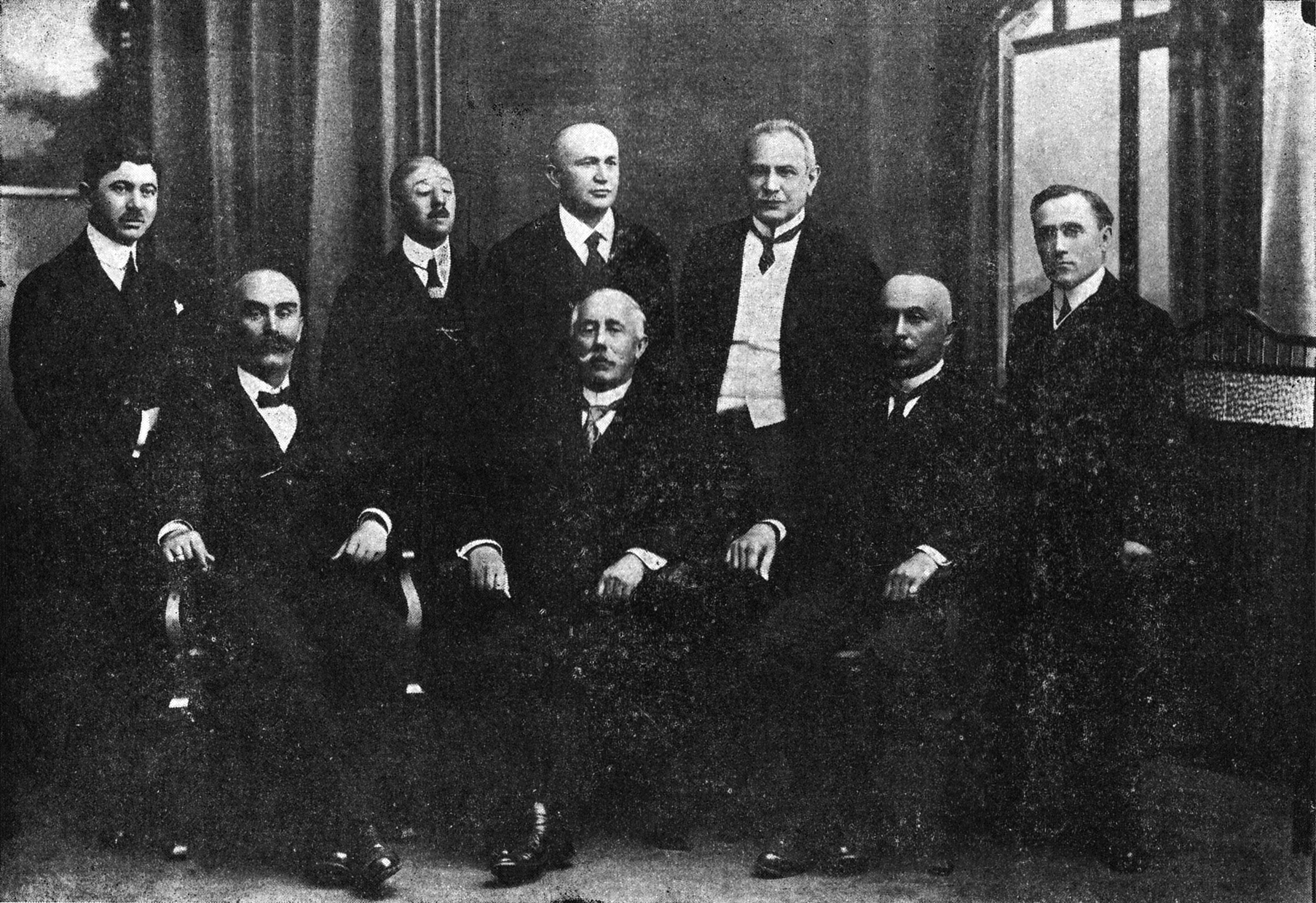
Membrii Curtea de Apel Cernăuți la înființarea sa în 1919. Dimitrie Tușinschi: al doilea din dreapta

Imediat după Primul Război Mondial, Dimitrie Tușinschi a participat ca orator la mitinguri care subliniau apartenența Bucovinei la România. Odată cu prăbușirea stăpânirii austro-ungare, Bucovina a rămas fără un Curtea de Apel, deoarece cel din Lemberg, care deținea anterior jurisdicția asupra zonei, se afla acum în afara noii frontiere. La instigarea lui Iancu Flondor și Ion Nistor, la 1 iunie 1919 a fost deschisă Curtea de Apel Cernăuți cu o secție și un total de zece judecători. Dimitrie Tușinschi a fost numit procuror general la deschiderea sa. În iulie 1919, a fost membru al unei comisii care a propus ca judecătorii români și judecătorii de alte naționalități din Bucovina să fie luați în considerare în mod egal pentru numire. Tușinschi a descris înființarea unei instanțe regionale superioare separate ca o dorință care exista în rândul populației din Bucovina încă din 1851.

#### Anii 1920/30

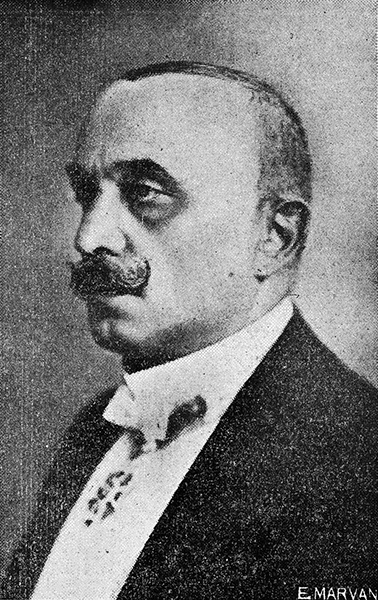
Dr. Dimitrie Tușinschi, c. 1924, procuror general

Schimbările majore care au urmat sfârșitului dominației austro-ungare au reprezentat numeroase provocări pentru sistemul judiciar. Pe lângă standardizarea legilor, un rol important l-a jucat cooperarea dintre funcționarii juridici din fostul stat austro-ungar și din România. Dimitrie Tușinschi a inventat termenul de „amalganizare” a sistemului judiciar. În august 1922, Czernowitzer Morgenblatt scria că Tușinschi era „sincer onorat de toate clasele de oameni, de toate cercurile sociale și de toate naționalitățile” și că era „atât de complet cufundat în înalta sa profesie și atât de complet înarmat împotriva oricărei prejudecăți încât nici curenții naționali și nici cei sociali nu-l pot atinge”. La începutul anului 1923, o lege a stipulat că numai limba română era permisă în instanță. Acest lucru a cauzat diverse dificultăți în cadrul procedurilor, atunci când nu toate părțile cunoșteau la fel de bine limba. După o conferință la Curtea de Apel, Dimitrie Tușinschi s-a deplasat la București pe 25 februarie același an pentru a prezenta personal problema ministrului justiției.
La 24 iunie 1923, Dimitrie Tușinschi a făcut parte dintr-o delegație care l-a primit pe Regele Ferdinand I la Cernăuți. În luna decembrie a aceluiași an, ca fost căpitan de rezervă austro-ungar, a fost trecut în rezerva Regimentului 14 Infanterie român, păstrând același grad. În octombrie 1925, a fost numit președinte al Curțea de Apel Cernăuți. Cu ocazia numirii sale, Czernowitzer Morgenblatt a publicat pe pagina sa de titlu un articol foarte pozitiv despre viața și trăsăturile de caracter ale lui Tușinschi. În prima sa întâlnire cu ministrul justiției Gheorghe Gh. Mârzescu, la 4 octombrie 1925, Tușinschi și-a exprimat dorința de a crea o a doua secție a Curțea de Apel pentru a reduce volumul de muncă în continuă creștere. Acest lucru a fost acordat, iar la 1 ianuarie 1926 a fost deschisă o a doua secție cu judecători suplimentari. Fiecare dintre secții avea propria jurisdicție independentă. La 1 ianuarie 1926, Dimitrie Tușinschi a fost numit primul președinte (Prim-plimbător) al întregului Curțea de Apel Cernăuți. De atunci, el a fost, prin rang, cel mai înalt funcționar public din oraș. În același timp, au fost înființate trei noi tribunale în Storojineț, Rădăuți și Câmpulung, pe lângă tribunalele existente în Cernăuți și Suczeawa. În total, 34 de tribunale erau active în jurisdicția Curțea de Apel la începutul anului 1926. Aceste schimbări au fost descrise de presă ca o „nouă eră în administrarea justiției în Bucovina sub conducerea Primului Președinte Tușinschi”, împreună cu speranța că numeroase probleme vor fi îmbunătățite ca urmare. Ca urmare, el a fost în imposibilitatea de a lucra timp de mai multe luni și a fost în măsură să își reia atribuțiile abia la începutul lunii aprilie 1926. Cel mai probabil cu referire la acest episod, Czernowitzer Morgenblatt a scris în 1938, cu ocazia pensionării lui von Tușinschi, că atunci când acesta „s-a îmbolnăvit o dată, oamenii s-au rugat în biserici și sinagogi pentru vindecarea sa”. Lui Dimitrie Tușinschi i s-a oferit în repetate rânduri posibilitatea de a se muta la Înalta Curte de Casație și Justiție din București în calitate de consilier, dar el a refuzat pentru a rămâne în Bucovina.

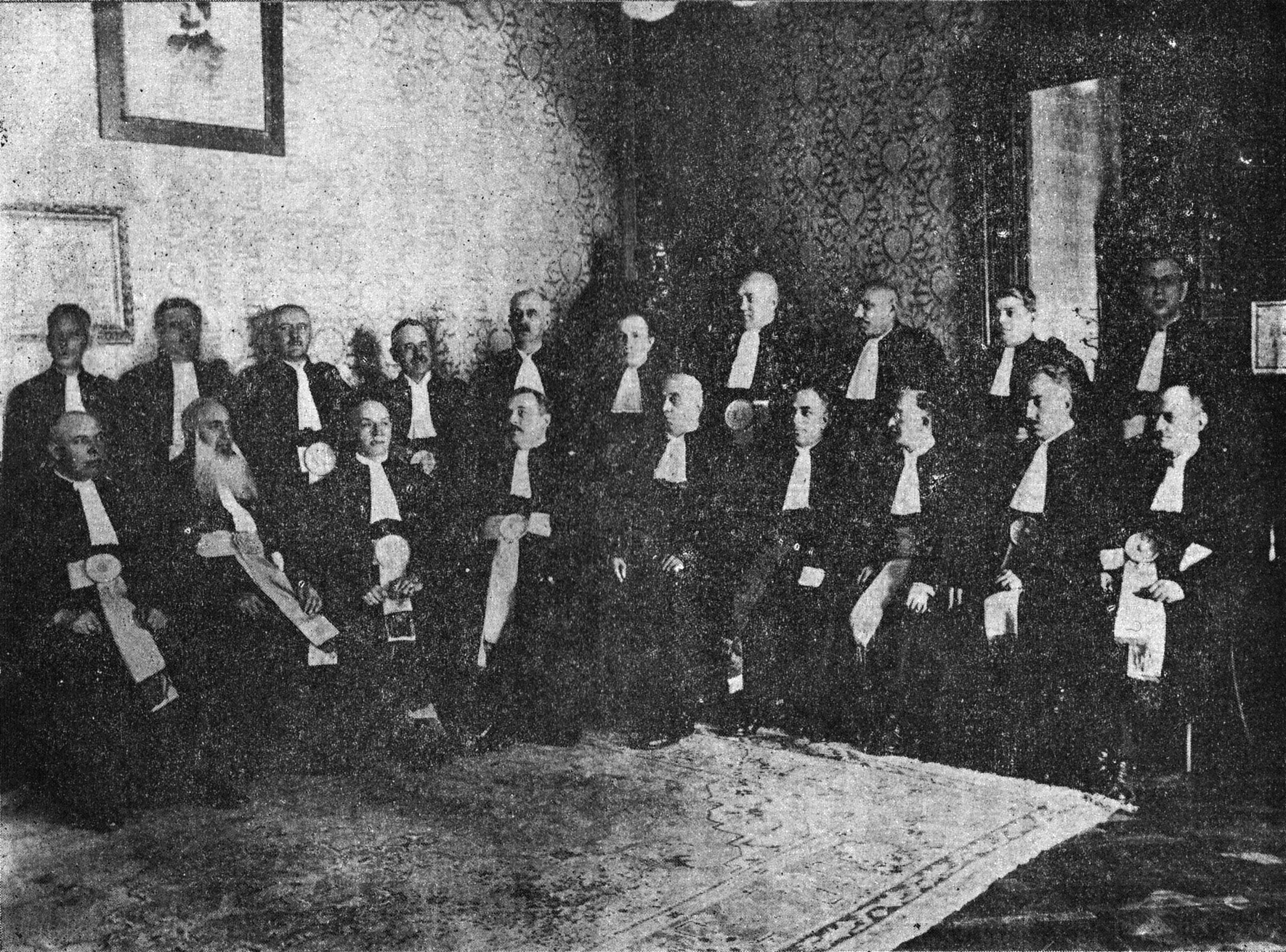
Membrii: Curtea de Apel Cernăuți, mijlocul anului 1934. Dimitrie Tușinschi: Primul rând, mijloc

În calitatea sa de președinte al Curțea de Apel Cernăuți, Dimitrie Tușinschi a luat parte la numeroase evenimente publice, care au fost relatate în presă. Când juristul francez Henri Capitant a vizitat Curțea de Apel în mai 1929, Tușinschi l-a întâmpinat cu un discurs. La sărbătorirea celei de-a 15-a aniversări a Curțea de Apel Cernăuți, la 29 septembrie 1934, Dimitrie Tușinschi a ținut un discurs alături de ministrul justiției Victor Antonescu și ministrul muncii Ion Nistor. Atât ceremonia, cât și discursul au fost larg mediatizate de presă. Czernowitzer Allgemeine Zeitung a relatat pe prima pagină și pe cele două pagini următoare. și Czernowitzer Morgenblatt a tipărit o transcriere a întregului discurs al lui Tușinschi.

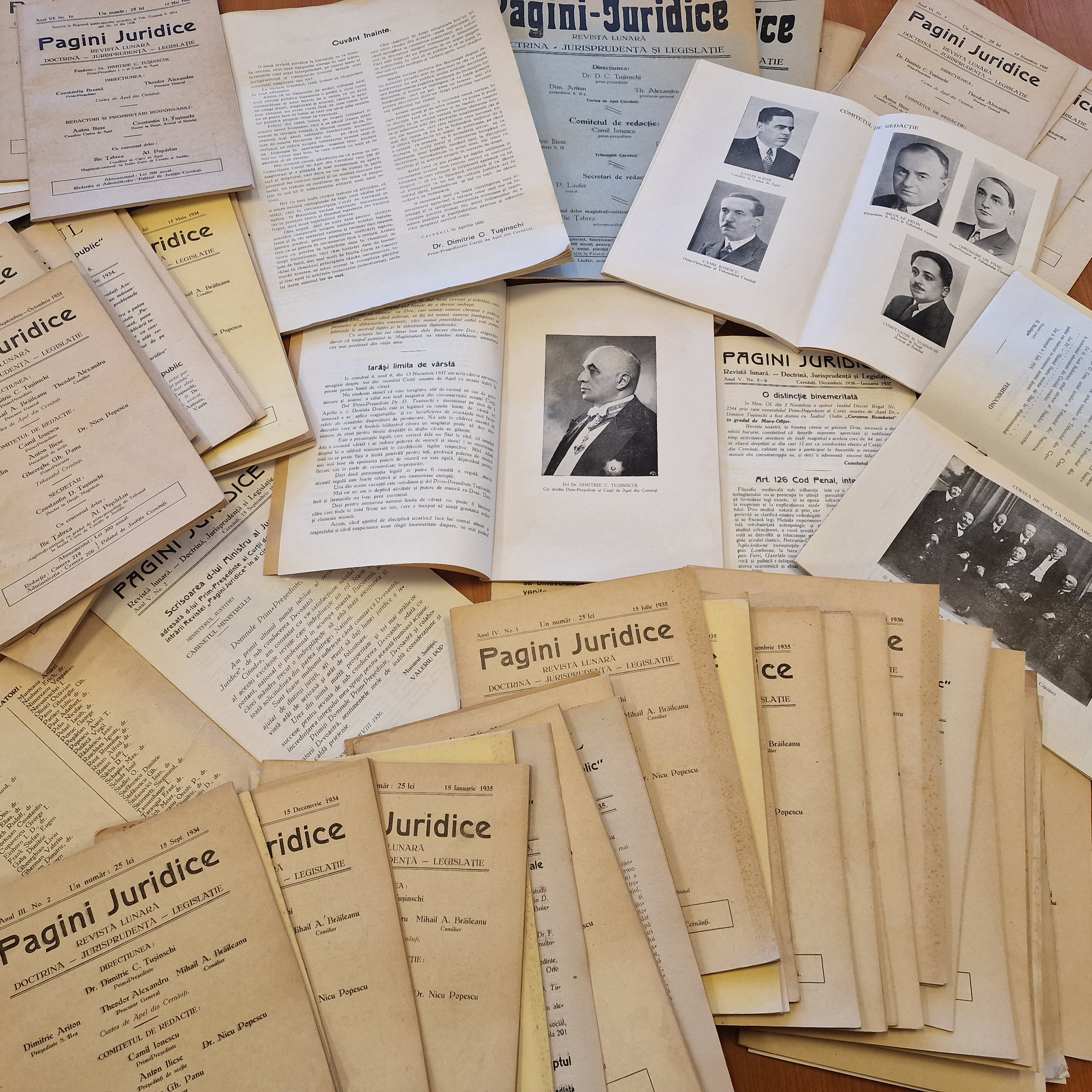
„Pagini Juridice”, revistă juridică românească fondată și editată de Demeter von Tuschinski între 1932 și 1940

Pe lângă activitatea sa de președinte al Curțea de Apel, Dimitrie Tușinschi publicat și revista Pagini juridice din 1932 până în 1940. Mircea Duțu subliniază că Curtea Regională Superioară din Cernăuți a colaborat strâns cu Baroul local și cu Facultatea de Drept a Universitatea din Cernăuți la editarea revistei. Unele numere ale revistei conțineau suplimente de la Cercului de Studii de Drept Public, o „societate juridico-științifică” din Cernăuți. În plus, unele numere ale revistei au inclus scrieri ale Cercului de Studii de Drept Public, o „societate juridico-științifică” din Cernăuți. Tușinschi a fost în public la unele dintre prelegerile organizate de societate, fapt evidențiat de presă: De exemplu, în 1936, a participat la o prezentare a doctorului Turcan, care a descris o posibilă „salvare a Europei prin continentalism” și s-a pronunțat „împotriva șovinismului și rasismului”, care a fost primită pozitiv de public. Din iunie 1936, fiul lui Dimitrie Tușinschi Constantin, procuror în Cernăuți, a devenit redactor la revistă.

#### Relațiile cu populația evreiască
În 1938, Czernowitzer Morgenblatt sublinia că Dimitrie Tușinschi era apreciat atât de populația creștină, cât și de evrei din oraș. În 1933, de exemplu, el a fost invitat la inaugurarea centrului de maternitate pentru femeile sărace de religie evreiască. În septembrie 1934, Tușinschi a fost rugat să reprogrameze unele procese ale partidelor evreiești care erau programate într-o sărbătoare evreiască. El a dispus atunci ca, în general, datele de judecată pentru procesele care implicau numai părți evreiești în Bucovina să fie reprogramate dacă acestea urmau să aibă loc în timpul sărbătoare evreiască.

#### Pensionare
În 1938, limita de vârstă pentru judecători a fost coborâtă la 65 de ani. Prin urmare, atunci când Dimitrie Tușinschi s-a pensionat la 1 aprilie, viața și activitatea sa în Bucovina au făcut obiectul unei ample și foarte pozitive relatări în presă. La 14 aprilie 1938, la cafeneaua Astoria din Cernăuți a avut loc un banchet de adio pentru el, cu 150 de invitați, la care au participat toți judecătorii și numeroase personalități marcante din Bucovina, precum primarul orașului Cernăuți, colonelul Ion Cantemir. Banchetul și discursurile ținute acolo au fost relatate pe larg în presa din Cernăuți. Mai multe articole de presă au subliniat faptul că acesta era „în deplinătatea capacităților sale mentale și fizice” și și-au exprimat regretul pentru pensionarea sa.

### După 1938

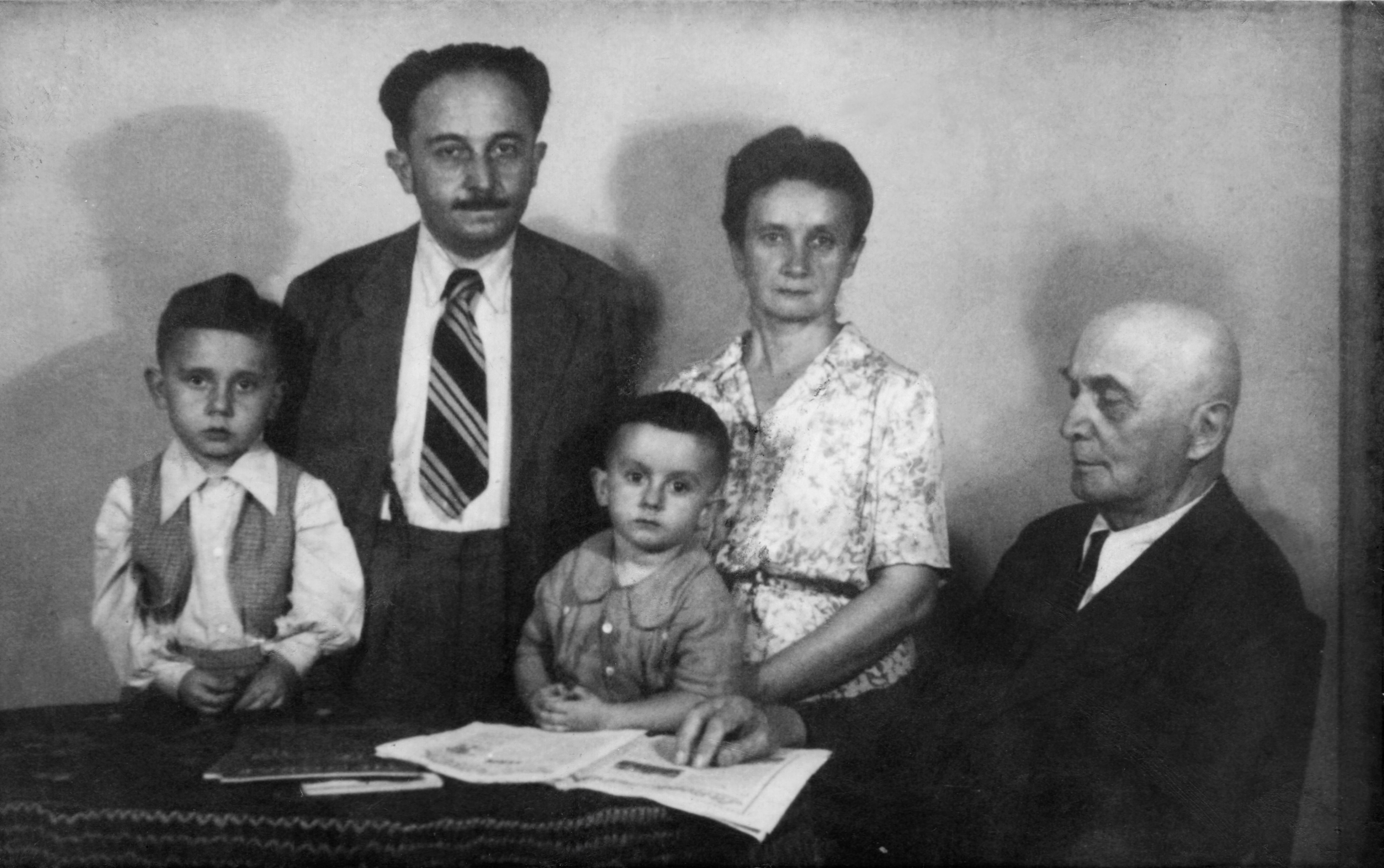
Virginia și Constantin Tușinschi cu fiii lor Paul și Peter, și tatăl lui Constantin, Dimitrie, 1950

După pensionare, Dimitrie Tușinschi a continuat să fie implicat în Cernăuți, de exemplu în organizația voluntară de salvare. După anunțarea ultimatumului sovietic în iunie 1940, care a dus la anexarea Bucovinei de Nord în câteva zile, Dimitrie Tușinschi și soția sa Leontine au rămas inițial în Cernăuți. Din cauza descendenței austriece a Leontinei, ei au fost protejați de acordul germano-sovietic privind reinstalarea etnicilor germani. În toamna anului 1940, Leontine și Dimitrie au părăsit orașul cu un tren spre teritoriile controlate de Reich-ul german, ca parte a campaniei de reinstalare, și au putut lua cu ele doar câteva lucruri. Ele au descris mai târziu condițiile grele de viață din lagărul de internare. Deoarece niciunul dintre ei nu dorea să ia cetățenia germană, s-au întors în România, unde au ajuns în Suceava la mijlocul anului 1941.  După ce Cernăuți a revenit sub administrație românească în 1941, familia s-a întors acolo, dar a părăsit orașul pentru ultima oară în 1944 pentru a fugi de înaintarea sovieticilor și a se stabili în Transilvania. În mai 1945, Dimitrie Tușinschi a fost numit administratori de supraveghere al „Băncii Poporului” din Sighișoara.  Leontine a murit probabil între 1941 și 1950.
Ultima fotografie cunoscută în care apare Dimitrie Tușinschi a fost făcută pe 14 august 1950, când familia sa s-a reunit pentru a sărbători cea de-a 5-a aniversare a nepotului său Paul. Dimitrie Tușinschi a locuit probabil în Brașov în ultimii ani ai vieții sale. 

## Angajament caritabil
Dimitrie Tușinschi a fost implicat în diverse acțiuni caritabile. În 1923, de exemplu, a fost președinte al Asociației pentru Centrul pentru Protecția Copilului și Bunăstarea Tinerilor din Bucovina. A fost vicepreședinte al Organizației de salvare Cernăuți și filiala Cernăuți a Crucii Roșii. Un articol de presă din 1938 menționează, de asemenea, de exemplu, implicarea sa în programul de ajutorare a văduvelor și orfanilor de război, rolul său de protector al unei școli pentru copii săraci și angajamentul său de a sprijini funcționarii și funcționarii publici nevoiași. În 1932, presa scria într-un portret al său că nu a existat „nicio acțiune majoră de natură socială” în Bucovina în deceniile anterioare „al cărei factor motor să nu fi fost prim-președintele Dr. Dimitrie von Tușinschi”.

## Recunoaștere
Principalele ziare publicate în Bucovina îl descriau pe Demeter von Tușinschi în termeni constant pozitivi: era considerat „una dintre cele mai marcante personalități” din orașul Cernăuți și se bucura de „cel mai mare respect pretutindeni”. În timpul perioadei austro-ungare, a fost caracterizat public pozitiv și ca procuror. Ca judecător, i s-au atestat ulterior „obiectivitatea” și „sentimentul său indubitabil și puternic pentru nevoile populației”, și că el consideră că „respectul pentru demnitatea umană este un principiu fundamental în viața juridică”. A fost subliniată în mod deosebit înțelegerea sa a nevoilor diferitelor naționalități din Bucovina. A fost descris ca tratând toate naționalitățile din Bucovina „în mod egal”. Mai multe rapoarte de presă contemporane menționează că era popular și datorită manierelor sale.

## Familia
Dimitrie Tușinschi a fost căsătorit cu Leontine (născută Meixner, *1873). Ea provenea dintr-o familie cunoscută de fabricanți de bere din Suczava. Ca și soțul ei, a fost implicată în numeroase organizații și evenimente caritabile. De exemplu, a organizat evenimente caritabile pentru a sprijini văduvele și orfanii, a fost membru fondator al societății pentru protecția animalelor din Cernăuți în 1930 și a fost implicat în asociația anti-tuberculoză precum și în Crucea Roșie. La 17 martie 1930, a fost decorată cu Ordinul Meritul Sanitar Român (Meritul Sanitar) clasa I.
Singurul lor copil Constantin D. Tușinschi (germană Constantin Ritter von Tuschinski) s-a născut la 6 noiembrie 1905. Ca și tatăl său, a studiat dreptul la universitatea din Cernăuți. Ulterior, și-a luat doctoratul în drept și a lucrat inițial ca judecător și avocat asistent. La mijlocul anilor 1930, a intrat în serviciul public ca procuror la Cernăuți, primind Crucea de Cavaler a Ordinul Coroana României în 1938 și a fost numit prim-procuror la Cernăuți în 1939. Până în 1940, a publicat numeroase cărți pe teme de drept internațional și istoria diferitelor state și relații internaționale, pe lângă faptul că a lucrat alături de tatăl său la revista Pagini Juridice. După cel de-al Doilea Război Mondial, a fost concediat din funcția publică și a locuit împreună cu soția și cei doi fii ai lor la Sighișoara, unde a scris povestiri și piese de teatru în paralel cu activitatea sa de avocat. A decedat în 1984.
Strănepotul lui Dimitrie Tușinschi Alexander Tuschinski (*1988 în Stuttgart) este regizor de film și istoric. Din 2024, el cercetează viața lui Dimitrie Tușinschi și intenționează să publice o biografie academică a acestuia. În noiembrie 2023, a ținut prima sa prelegere publică despre cercetările sale la Bukowina-Institut an der Universität Augsburg, în care a prezentat prima prezentare biografică completă a străbunicului său de până acum.

## Premii și decorații (selecție)

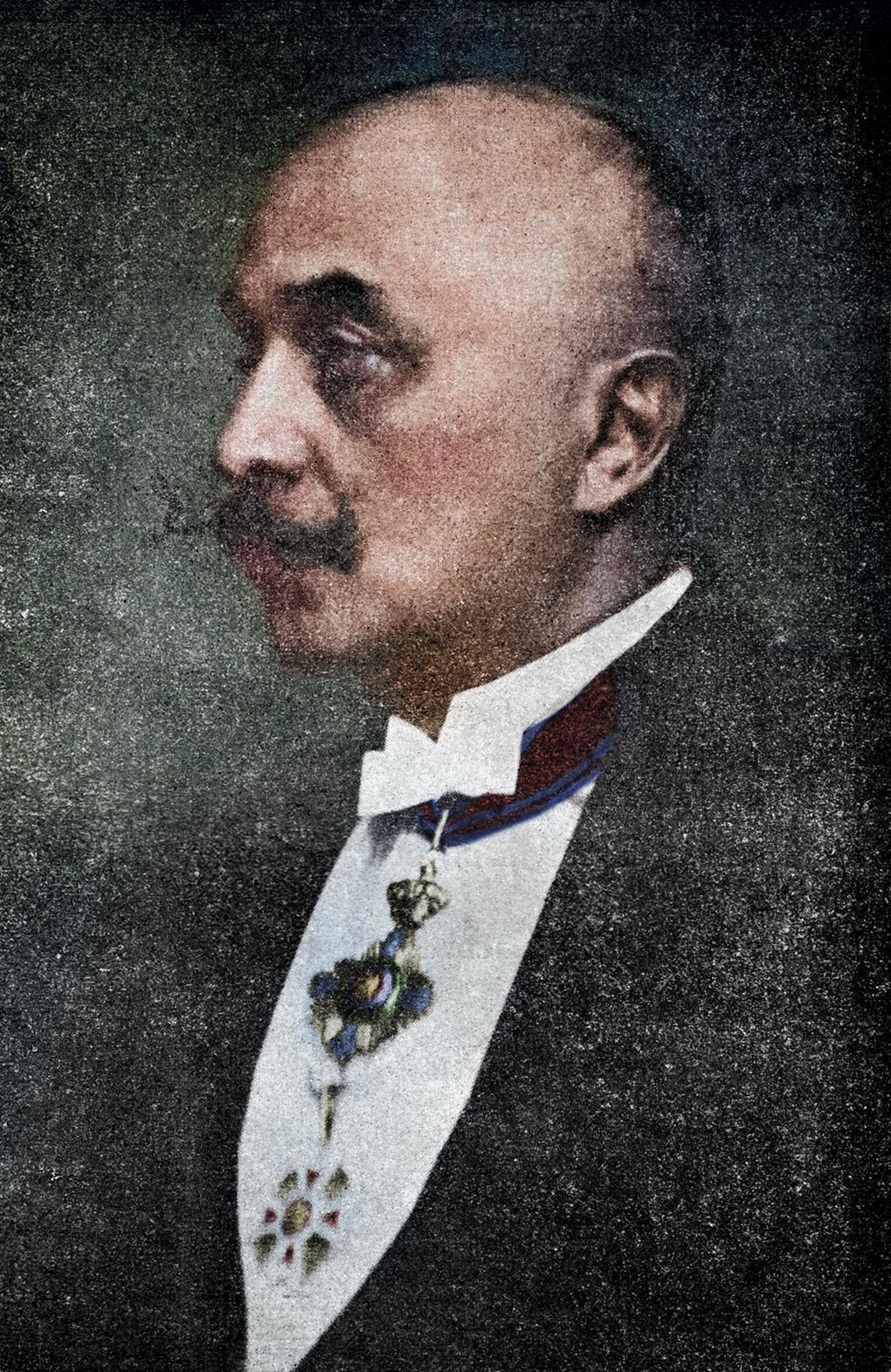
C. 1930, cu Ordinul Steaua României și Ordinul Coroana

Dimitrie Tușinschi a fost cetățean de onoare a numeroase orașe și comunități din Bucovina. Printre acestea se numără orașele Storojineț și Vama, precum și comunitățile rurale Arbore, Dornești și Țibeni.
De-a lungul vieții sale, Dimitrie Tușinschi a primit următoarele premii și decorații (selecție):
| Ordine românești            |                                                                                    |
| Format:Ribbon devices/alt   | 1936: Ordinul Coroana României - Mare Ofițer.                                      |
| Format:Ribbon devices/alt   | 1928: Ordinul Steaua României - Comandor.                                          |
| Format:Ribbon devices/alt   | 1922: Ordinul Coroana României - Comandor.                                         |
| Ordine și premii austriece' |                                                                                    |
| Format:Ribbon devices/alt   | 1936: Medalia Comemorativă de Război fără săbii.                                   |
| Format:Ribbon devices/alt   | 1918: Medalia Meritul Militar - argint.                                            |
| Format:Ribbon devices/alt   | 1916: Medalia Meritul Militar - bronz.                                             |
| Format:Ribbon devices/alt   | 1915: Crucea jubiliară 1908 pentru personalul militar (a înlocuit-o pe cea civilă) |
| Format:Ribbon devices/alt   | 1912: Ordinul Coroana de Fier - Clasa a III-a.                                     |
| Format:Ribbon devices/alt   | 1908: Crucea jubiliară pentru funcționarii publici.                                |
| Format:Ribbon devices/alt   | 1898: Medalia jubiliară pentru personalul militar                                  |
| Format:Ribbon devices/alt   | 1898 Medalia jubiliară pentru funcționari                                          |